# Viennoiserie
Viennoiserie is een Frans woord, waarmee luxe broodjes worden bedoeld waarin minstens tien procent suiker en/of vet is verwerkt, die genuttigd worden bij het ontbijt of de koffie.
Het woord wordt in Vlaanderen en Nederland gebruikt door bakkers en producenten van voedingsmiddelen. Onder het begrip vallen onder andere koffiekoeken, croissants, brioches (melkbroodje), en chocoladebroodjes.

## Wenen
Viennoiserie is afgeleid van Viennois (Weens, uit Wenen) en men vermoedt dat de croissant de basis vormt van het broodje. Marie Antoinette, (1755–1793), echtgenote van koning Lodewijk XVI zou volgens een hardnekkige, maar onbewezen legende het broodje in Frankrijk hebben geïntroduceerd. Ze was de dochter van het Oostenrijkse keizerspaar Frans I en Maria Theresia.